# 亞羅斯堡 (馬里蘭州)
亞羅斯堡（英語：Yarrowsburg）是位於美國馬里蘭州華盛頓縣的一個普查規定居民點。

## 人口
根據2020年美國人口普查的數據，亞羅斯堡的面積為0.59平方千米，當中陸地面積為0.59平方千米，而水域面積為0.00平方千米。當地共有人口112人，而人口密度為每平方千米189.83人。